# اتفاقية التجارة التفضيلية بين إندونيسيا وباكستان
اتفاقية التجارة التفضيلية بين إندونيسيا وباكستان هي اتفاقية تجارة تفضيلية ثنائية بين إندونيسيا وباكستان، موقعة في 3 فبراير 2012. تضمنت الاتفاقية الكاملة فصلاً واحداً من عشر مواد، تحتوي الاتفاقية الأولية على قوائم بالسلع الباكستانية والإندونيسية المتأثرة والتي تغطي 232 سلعة إندونيسية و311 سلعة باكستانية. من بين بنود أخرى سمحت الاتفاقية للبرتقال الباكستاني بدخول إندونيسيا بدون رسوم جمركية ومنحت زيت النخيل الإندونيسي هامشًا بنسبة 15 بالمائة من التفضيل عند دخول باكستان.

## التاريخ
قبل الاتفاقية كان البلدان قد اتفقا على اتفاقية إطار حول الشراكة الاقتصادية الشاملة وقعها وزيرا التجارة في نوفمبر 2005. تم التوقيع على الاتفاقية الكاملة في 3 فبراير 2012 في جاكرتا بعد ست جولات من المفاوضات. صدقت إندونيسيا رسميًا على الاتفاقية في نوفمبر 2012، ودخلت البنود حيز التنفيذ في سبتمبر 2013.
منذ توقيعها عُقدت ثلاث جولات على الأقل من إعادة التفاوض خلال الفترة 2016-2017، وفي 27 يناير 2018 تم التوقيع على تعديل للاتفاقية أدى إلى زيادة عدد السلع المشمولة بالاتفاقيات إلى 279 إندونيسية و320 سلعة باكستانية. بالإضافة إلى ذلك بدأت المفاوضات حول ترقية منطقة التجارة التفضيلية إلى اتفاقية التجارة في السلع، مع جولتين من المفاوضات الإضافية في 2019-2020. عُقدت الجولة الأولى من المفاوضات في إسلام أباد في أغسطس 2019. وفقًا لوزير التجارة الإندونيسي في عام 2018 يمكن تعديل الاتفاقية الحالية لتصبح اتفاقية تجارة حرة.
على الرغم من أن التجارة بين البلدين قد زادت بشكل ملحوظ بعد توقيع الاتفاقية، إلا أن صادرات إندونيسيا إلى باكستان ظلت أعلى بكثير من صادرات باكستان إلى إندونيسيا، حيث صُدرت 2.53 مليار دولار من إندونيسيا و296 مليون دولار صدرت من باكستان في الفترة 2017-2018. وكان هذا العجز سبب طلب باكستان تعديل الاتفاقية.